# Новоалтайский троллейбус
Новоалтайский тролле́йбус — проект междугородней троллейбусной сети в городе Новоалтайске, которая должна была связывать его с городом Барнаулом.
Реализация проекта ограничилась предпроектной подготовкой, в результате чего был определён оптимальный маршрут прокладки троллейбусной линии. Проработки показали, что для практической реализации проекта необходимо расширение дорог по трассе следования и дополнительные инвестиции в систему энергоснабжения в Новоалтайске. с 10 по 25 апреля 2014 г. по маршруту Барнаул-Новоалтайск обкатывался троллейбус СТ, однако намечавшееся открытие постоянного движения с 1 мая 2014 г. так и не состоялось.

## Подвижной состав
В качестве подвижного состава предполагалось использовать:
- СТ-6217М — 2 шт.
- ВМЗ «Авангард».

## Маршрут
- Барнаул-Новоалтайск. Междугородний маршрут на автономном ходу № 101. Вокзал — Лицей № 8 — ЦУМ — Развилка — Барнаул.
- 1(н) Депо — Госпиталь — Вокзал — Центр — р. Стройка — Трасса.

## Информация и планы
2009 года анонсирован проект строительства троллейбусной контактной сети в городе Новоалтайске и междугородний Барнаул — Новоалтайск.
6 мая 2011 г. губернатор Александр Карлин на заседании Совета Администрации Алтайского края анонсировал официально заинтересованность в проекте троллейбуса в Новоалтайске. Также в 2011 г. на заводе Белкоммунмаш (г. Минск) побывала делегация из Барнаула, которая обсудила возможность технического использования белорусских троллейбусов с дизельгенераторами для маршрута Новоалтайск—Барнаул.
В мае 2011 г. на заседании Совета Администрации Алтайского края был представлен проект схемы территориального планирования Барнаульской агломерации, в которую вошли Барнаул, Новоалтайск и Первомайский муниципальный район. Помимо прочего проект предусматривал организацию троллейбусного маршрута протяжённостью 17 км между Барнаулом и Новоалтайском. После этого специалистами предприятия МУП «Горэлектротранс» была проведена проработка рассматриваемого маршрута и представлены положительные заключения о возможности его организации.
В 2014 г. с 10 по 25 апреля на маршруте Барнаул — Новоалтайск была проведена обкатка троллейбусов с автономным ходом. Запуск постоянного сообщения был запланирован на 1 мая 2014 года, однако не состоялся.